# تاريخ العيون المطفأة (رواية)
رواية تاريخ العيون المطفأة للروائي والناقد السوري البارز نبيل سليمان، الصادرة عن «دار مسكيلياني للنشر» و«دار ميم».

## المحتوى
جاءت الرواية في صيغة سردية جديدة غلافها الزمني والفضائي مجبول من الخيال وأحداثها مجبولة من تفاصيل حياتية تنتمي إلى واقع فعلي فينهض العالم الروائي بالحرب والحب والفن والقانون والتوحش والخراب.
الرواية اختارت من أجل تأثيث عالمها موضوع العمى بكل رمزيته الجارحة وبنهاجية جديدة لكي تكون للخلفية السردية التي تصاغ استنادا عليها حدود عالم تتصارع فيه قوى ترى ولا ترى.
تشترك شخصيات «تاريخ العيون المطفأة» في معاناتها من سيف التسلُط الذي ينجم عنه تقييد الحريات والملاحقات الأمنية والتهجير والاغتيالات، وهو ما يلقي بظلاله على العلاقات التي تبيت سريعة الانزواء وقصيرة المدى في أوطان لا تنعم بحريتها ولا يهيمن على أفرادها سوى شعور مضن بالقهر والهزيمة.